# Tsukasa Watanabe
Tsukasa Watanabe (japanisch 渡辺 司 Watanabe Tsukasa; * 5. Mai 1999) ist ein japanischer Fußballspieler.

## Karriere
Tsukasa Watanabe erlernte das Fußballspielen in der Schulmannschaft der Saitama Sakae High School sowie in der Universitätsmannschaft der Takushoku-Universität. Im April 2020 ging er nach Laos, wo er sich dem Erstligisten Vientiane FT anschloss. Ein Jahr später wechselte er in die Mongolei. Hier nahm ihn der Zweitligist Khoromkhon Club aus Ulaanbaatar für ein Jahr unter Vertrag. Im Februar 2022 wechselte er zum mongolischen Erstligisten Deren FC. Hier stand er bis Mitte 2022 unter Vertrag. Im Sommer 2023 zog es ihn nach Thailand, wo er einen Vertrag beim Drittligisten Rongsee Maechaithanachotiwat Phayao FC unterschrieb. Nach einer Saison kehrte er im Mai 2023 wieder nach Laos zurück, wo ihn der Erstligist Luang Prabang FC aus Luang Prabang unter Vertrag nahm.